# Pellervo
Pellervo. Deus protetor das sementes e da produção agrícola  segundo a mitologia fino-húngara.